# 3 Gold Coins
3 Gold Coins er en amerikansk stumfilm fra 1920 af Clifford Smith.

## Medvirkende
- Tom Mix som Bob Fleming / Bad Pat Duncan
- Margaret Loomis som Betty Reed
- Frank Whitson som Luther M. Reed
- Bert Hadley som J. M. Ballinger
- Dick Rush som Rufus Berry